# Never Too Far/Hero Medley
A Never Too Far/Hero Medley Mariah Carey amerikai popénekesnő jótékonysági célból megjelentetett kislemeze, melynek bevételeit a 2001. szeptember 11-ei terrortámadás áldozatai családjának megsegítésére ajánlotta fel. A dal két korábbi dal, a Music Box albumon szereplő Hero (1993) és Careynek a terrortámadás napján megjelent új albumán, a Glitteren szereplő Never Too Far című dal egyvelege.

## Fogadtatása
A kislemezt csak az Amerikai Egyesült Államokban jelentették meg kereskedelmi forgalomban, és valamivel nagyobb sikert ért el, mint a Never Too Far, de közel sem akkora sikert, mint annak idején a Hero, ami listavezető lett a Billboard Hot 100-on. A kislemez a 81. helyig jutott a slágerlistán, és három hétig szerepelt a Hot 100-on. A bevételeket a Heroes Fund, a terrortámadás áldozatainak családját segítő szervezetnek ajánlották fel.
A VH1 és az MTV többször is sugározta a dal koncertfelvételét, többek közt a United We Stand koncertről is. Carey előadta a dalt élőben az ír Westlife együttessel is, a 2001-es Top of the Pops díjkiosztón (az együttessel már korábban is dolgozott együtt, az Against All Odds (Take a Look at Me Now) kislemezen, 2000-ben). Al B. Rich és Mike Rizzo készítettek club remixeket a dalhoz.
A Never Too Far/Hero Medleyt gyakran játszotta a japán J-Wave rádióállomás, és a Tokyo Hot 100 slágerlistán az 5. helyet érte el. A dal bónuszdalként felkerült Carey Greatest Hits című válogatásalbumára (jelenleg Carey egyetlen albuma, amin szerepel a dal).
A kislemezre bónuszként felkerült There for Me című dalt az amerikai rádiók többet játszották, mint a Never Too Far/Hero Medleyt. A There for Me-t Carey és Diane Warren írták még az énekesnő Rainbow című albumára (1999), producerei Carey és David Foster voltak. A Virgin Records nem számított rá, hogy a There for Me-t játszani fogják a rádiók, de több nagy rádióadó (B96, Z100, Power92) is adni kezdte, és mindegyiknél a legtöbbet játszott 30 dal közé került. Mivel azonban nem kapott megfelelő promóciót, a kisebb rádiók nem játszották, és a nagyobbak is csak pár hétig. A lemezkiadó pár egyszámos promólemezt elküldött az amerikai, brit és svéd rádióknak, hogy növelje a lejátszások számát, de nem nagy sikerrel.

### Hivatalos remixek listája
1. Never Too Far / Hero (Al B. Rich Inspirational Mix – Radio Edit)
2. Never Too Far / Hero (Al B. Rich Inspirational Mix – X-Tended Mix)
3. Never Too Far / Hero (Extended Mix)
4. Never Too Far / Hero (Mike Rizzo Extended Club Recall Mix)
5. Never Too Far / Hero (Mike Rizzo Radio Recall Mix)
6. Never Too Far / Hero (Radio Mix)
7. Never Too Far / Hero (Radio Mix With Intro)

## Változatok
CD kislemez (USA)
1. Never Too Far/Hero Medley
2. There for Me

## Helyezések
| Slágerlista (2001)               | Legmagasabb helyezés |
| -------------------------------- | -------------------- |
| USA Billboard Hot 100            | 81                   |
| USA R&B/Hip-Hop Singles & Tracks | 66                   |
| Tokyo Hot 100                    | 5                    |